# San Miguel (Zamboanga du Sud)
Pour les articles homonymes, voir San Miguel.
San Miguel est une localité de la province du Zamboanga du Sud, aux Philippines. En 2015, elle compte 19 205 habitants.